# Mistrzostwa Azji w Zapasach 1997
Mistrzostwa Azji w zapasach w 1997 roku rozegrano w dwóch miastach. Turniej męski odbył się w dniach 12-18 kwietnia w Teheranie w Azadi Indoor Stadium. Kobiety rywalizowały w Tajpej 20 i 21 lipca. 

## Wyniki mężczyźni

### styl wolny
| Waga   | Złoto:                    | Srebro:                  | Brąz:                 |
| 54 kg  | Jin Ju-dong               | Ping Huiniu              | Gholam Reza Mohammadi |
| 58 kg  | Ojuunbilegijn Pürewbaatar | Seo Min-kyu              | Mohammad Talaji       |
| 63 kg  | Abbas Hadżdż Kenari       | Baek Jin-guk             | Kim Il-kwang          |
| 69 kg  | Dawud Ghanbari            | Ahmad Al-Aosta           | Ałmaz Askarow         |
| 76 kg  | Mun Ui-je                 | Tümen-Öldzijn Mönchbajar | Sajgid Katinowasow    |
| 85 kg  | Ali Reza Hejdari          | Yang Hyeong-mo           | Sosłan Frajew         |
| 97 kg  | Abdorreza Karegar         | Bajanmönchijn Gantogtoch | Isłam Bajramukow      |
| 125 kg | Ebrahim Mehraban          | Hiroyuki Obata           | Jagdish Singh         |

### styl klasyczny
| Waga   | Złoto:             | Srebro:            | Brąz:             |
| 54 kg  | Dilshod Aripov     | Nurym Düjsenow     | Kang Yong-gyun    |
| 58 kg  | Jurij Mielniczenko | Kim In-seop        | Mahdi Nasiri      |
| 63 kg  | Mychitar Manukian  | Yasutoshi Motoki   | Park Young-sin    |
| 69 kg  | Choi Sang-seon     | Grigoriy Pulyayev  | Andriej Nikiforow |
| 76 kg  | Takamitsu Katayama | Bisołt Diecyjew    | Han Chee-ho       |
| 85 kg  | Park Myeong-seok   | Raatbek Sanatbajew | Behruz Dżamszidi  |
| 97 kg  | Ba Yanchuan        | Roman Wegl         | Darjusz Ghalawand |
| 125 kg | Yang Young-jin     | Shuhrat Saʼdiyev   | Mahdi Sabzali     |

## Wyniki kobiety

### styl wolny
| Waga  | Złoto:            | Srebro:         | Brąz:           |
| 46 kg | Shōko Yoshimura   | Yuki Umeda      | Wu Li-chuan     |
| 51 kg | Seiko Yamamoto    | Huang Chiu-yueh | Yuka Tsuji      |
| 56 kg | Yuka Mitadera     | Chie Sawada     | Lin Chin-miao   |
| 62 kg | Ari Suzuki        | Huang Wan-ling  | Tomoe Miyamoto  |
| 68 kg | Nadežda Želtakowa | Wu Huei-li      | Chieko Miyamoto |
| 75 kg | Reiko Sumiya      | Chae Soo-jung   | Sha Ling-li     |